# Amanohašidate

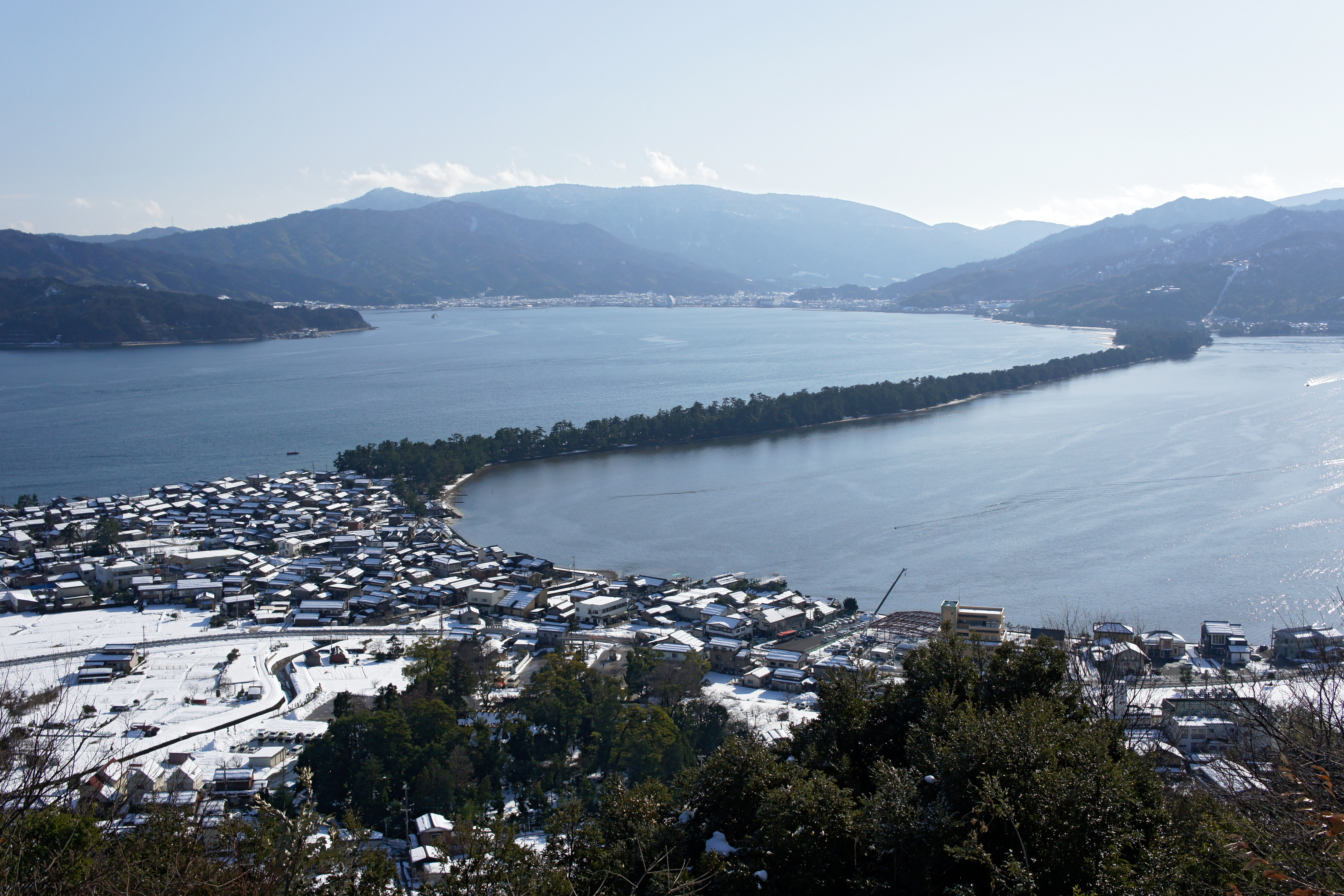
Pohled na Amanohašidate ze západu

Amanohašidate (japonsky: 天橋立; „Most do nebe“) je písečná kosa dlouhá asi 3,5 km nacházející se v zálivu Wakasa na severu prefektury Kjóto v Japonsku. Patří mezi tzv. Tři slavné japonské scenérie. Celá kosa je porostlá borovicemi a lze ji pěšky přejít z jednoho konce na druhý. Nejlepší výhled na Amanohašidate je z kopců po obou stranách kosy. Doporučený způsob pohledu na Most do nebe je předklonit se zády ke kose a dívat se s hlavou mezi koleny, potom opravdu vypadá jako most vedoucí do nebe.